# マキノ出版
株式会社マキノ出版（マキノしゅっぱん）は、1977年に設立された日本の出版社。本社所在地は東京都中央区日本橋茅場町3-4-2。

## 会社概要
講談社の『週刊少年マガジン』の初代編集長などを歴任した牧野武朗が、講談社との共同出資により1974年4月に創立した株式会社マイヘルス社を母体とする。
マキノ出版自体は、以前から労使関係が悪化していた（それは30年以上前の話で、自社ビル売却あたりから組合は少数組合。賃金カットにも合意し、労使協調を続けてきた。しかし、経営側はコンサルにいわれるがまま、2023年、唐突に組合に解散・組合費返上を要求したのが事実）。これに追い打ちをかけるかのように、2010年2月期以降は売り上げが低下した他、新型コロナウイルスの影響により、2022年2月期の売り上げも約14億5000万円にまで落ち込み、5期連続の赤字となっていた。同年11月頃から任意整理よる再建を目指すべくスポンサー探しに奔走したものの、スポンサー側から労働組合の解散を要求されるなど、最終的にスポンサーは見つからず、任意整理による再建計画は奏功しなかった。このためマキノ出版は2023年3月2日に東京地方裁判所へ民事再生法適用を申請。同日付で監督命令を受け、同年3月7日に民事再生手続開始決定を受けた。
民事再生スポンサーには9社が名乗りを挙げていた。マキノ出版は2023年5月10日に、民亊再生スポンサー候補の1社であり、『レディブティック』などを発行しているブティック社との間で資産譲渡契約を締結。『壮快』『安心』『ゆほびか』の健康雑誌3誌とマキノ出版が発行していた書籍並びにムック27点の版権、『特選街Web』などのウェブサイト事業はブティック社へ譲渡された。
ブティック社へ譲渡された事業以外の事業の譲渡先は現れず、マキノ出版は2023年5月18日に全従業員を解雇。同年5月29日に民事再生手続廃止決定を受け、同日付で保全管理命令を受け、同年6月23日に破産手続開始決定を受けた。関連会社であった株式会社マイヘルス社と株式会社特選街出版も、同年7月5日に東京地方裁判所から破産手続開始決定を受けた。
なお、2023年5月以前に発売された『壮快』『安心』『ゆほびか』の健康雑誌3誌のバックナンバー、マキノ出版が発売した書籍ならびにムックの販売や、マキノ出版が発売した出版物の返品は、ブティック社では取り扱わない。マキノ出版が発売した出版物の在庫は、破産管財人によって処分されることになる。

## 歴史
- 1974年4月 - 株式会社マイヘルス社を設立[17]。
- 1974年9月 - 月刊誌『壮快』を創刊[17]。
- 1977年10月 - 株式会社マキノ出版を設立[17]。
- 1978年9月 - 株式会社特選街出版を設立[17]。
- 1979年3月 - 月刊誌『特選街』を創刊[17]。
- 1983年4月 - 月刊誌『安心』を創刊[17]。
- 1995年10月 - マキノ出版本社ビル（文京区湯島）を竣工[17]。
- 1995年11月 - 月刊誌『ゆほびか』を創刊[17]。
- 2019年10月 - 本社を文京区湯島から千代田区神田駿河台に移転[17]。
- 2020年 - 『ゆほびかGOLD』を隔月刊化。
- 2021年8月 - 本社を中央区日本橋茅場町へ移転。
- 2021年10月 - 月刊誌『特選街』が休刊[18]。
- 2023年3月2日 - 東京地方裁判所へ民事再生法適用を申請。同日付で監督命令を受ける[7][6]。
- 2023年5月10日 - ブティック社との間で資産譲渡契約を締結。
- 2023年5月29日 - 東京地方裁判所から民事再生手続廃止決定を受ける。
- 2023年6月23日 - 東京地方裁判所から破産手続開始決定を受ける。
- 2023年7月5日 - 株式会社マイヘルス社と株式会社特選街出版が東京地方裁判所から破産手続開始決定を受ける。

## 発行していた雑誌
全てブティック社へ譲渡。
健康誌
- 壮快（月刊誌）
- 安心（月刊誌）
- ゆほびか（月刊誌）

開運・占い雑誌
- ゆほびかGOLD（隔月刊誌）

休刊誌
- 特選街（月刊誌）

## 関連会社
- 株式会社マイヘルス社
- 株式会社特選街出版